# Dziurdzioły
Dziurdzioły – wieś w Polsce położona w województwie łódzkim, w powiecie rawskim, w gminie Rawa Mazowiecka.
Wieś szlachecka Dziurdziołów położona była w drugiej połowie XVI wieku w powiecie rawskim ziemi rawskiej województwa rawskiego. W latach 1954–1968 wieś należała i była siedzibą władz gromady Dziurdzioły, po jej zniesieniu w gromadzie Boguszyce. W latach 1975–1998 miejscowość administracyjnie należała do województwa skierniewickiego.